# Heradida
Heradida es un género de arañas cazadoras de hormigas del orden Araneae. Fue descrito por Eugène Simon en 1893.

## Especies
- H. bicincta Simon, 1910
- H. extima Jocqué, 1987
- H. griffinae Jocqué, 1987
- H. loricata Simon, 1893
- H. minutissima Russell-Smith y Jocqué, 2015
- H. quadrimaculata Pavesi, 1895
- H. speculigera Jocqué, 1987
- H. xerampelina Benoit, 1974